# Aleksandr Sergeevich Kochetkov
Aleksandr Sergeevich Kochetkov (tiếng Nga: Алекса́ндр Серге́евич Кочетко́в, 12 tháng 5 năm 1900 – 1 tháng 5 năm 1953) – nhà thơ, dịch giả Nga.

## Tiểu sử
Aleksandr Kochetkov sinh ở Moskva. Năm 1917 học xong trường gymnazy, sau đó vào học khoa ngôn ngữ Đại học Quốc gia Moskva (MGU). Biết làm thơ từ nhỏ. Thơ của ông không thật nổi tiếng nhưng "Bài thơ về toa tàu mịt mù khói thuốc" của ông với dòng thơ "đừng chia tay với người mình yêu" được phổ nhạc và trở thành bài hát nổi tiếng suốt nửa cuối thế kỷ XX.
Bài hát này trong bộ phim  Ирония судьбы, или С лёгким паром! – là một trong những bộ phim hay nhất của điện ảnh Xô Viết, có 7 triệu khán giả và đoạt giải thưởng Nhà nước Liên Xô năm 1977.
Ngoài làm thơ Aleksandr Kochetkov còn dịch thơ, văn của các tác giả Phương Tây và các nước Cộng hòa thuộc Liên Xô cũ. Ông mất năm 1953 ở Moskva.

## Một vài bài thơ
| Tuổi trẻ đi qua Tuổi trẻ đi qua, chỉ còn trong hoài niệm Say đắm của con tim như bài hát xa xăm Đời khô khan như bụi cây ngải đắng Như bụi cây ngải cứu đắng vô cùng. Nhưng vì sao khi bàn tay đờ đẫn Khẽ chạm lên bàn tay của người tình Thì trong ngực một nỗi buồn trĩu nặng Một nỗi buồn không kìm được ánh lên? Tại sao khi giữa đám đông thơ thẩn Với vẻ thản nhiên tôi bỗng vội vàng Cõi lòng tôi khổ đau và lãnh đạm Bỗng ngời lên niềm hạnh phúc lâng lâng? Ánh mắt này đã mỏi mệt, hoa lên Đang nhìn xuyên qua màn sương thành phố Sao lại nhìn lên hoàng hôn ráng đỏ Như nhìn vào gương mặt đẹp tuyệt trần? Tất cả lặng im Tất cả lặng im: đam mê, nỗi buồn, mất mát Về những ngày mỏi mệt chớ tiếc thương! Chim họa mi sẽ ngừng tiếng sau cùng Bài ca buổi hoàng hôn là bài ca hay nhất. Khúc lãng mạn Không phải máu, lòng thương hay khao khát Nửa nỗi buồn lười nhác chỉ còn mong: Quyến rũ em và im lặng cuối cùng Giấc mơ cuối của lòng – rồi giết chết. Còn em khao khát hướng về phía trước Theo đam mê, gọi em là của anh Anh buồn về em như đáy đại dương Buồn về cánh buồm phía trên đang lướt. Tình yêu cuối Em lại uống say rượu của họa mi Nuôi chúng tôi bằng bánh mì quên lãng Em đã là mùa xuân cuối cùng chưa? Hỡi mùa xuân tuôn trào như thác trắng. Và trong mối âu lo này không dứt Vẫn còn đây vẻ âu yếm dịu dàng – Như tất cả bài ca chưa hát hết Chưa tận cùng mê sảng những nụ hôn. Khát khao – như đôi môi ép chặt Ngân vang – như nước rót vào bình Nặng nề - như xẻng đào xuống đất Ngọt ngào – như chim hót trong rừng. Chúng tôi hướng về bầu trời tối tăm Về tiếng gọi không thể nào cưỡng lại Tình yêu này là tình yêu cuối chăng? Hở tình yêu vì bài ca mệt mỏi! Bản dịch của Nguyễn Viết Thắng | Так, молодости нет уж и в помине Так, молодости нет уж и в помине, От сердца страсть, как песня, далека, И жизнь суха, как пыльный жгут полыни, И, как полынь, горька. Но почему ж, когда руки любимой Порой коснусь безжизненной рукой, Вдруг сдавит грудь такой неодолимой, Такой сияющей тоской? И почему, когда с тупым бесстрастьем Брожу в толпе, бессмысленно спеша, Вдруг изойдет таким поющим счастьем Глухая, скорбная душа? И этот взгляд, голодный и усталый, Сквозь города туманное кольцо, Зачем я возвожу на вечер алый, Как на прекрасное лицо? Все смолкнет Все смолкнет: страсть, тоска, утрата... О дне томящем не жалей! Всех позже смолкнет - соловей, Всех слаще песни - у заката. Романс Ни роковая кровь, ни жалость, ни желанье... Ревнивая тоска повинна лишь в одном: Хочу тебя увлечь в последнее молчанье, В последний сон души - и уничтожить в нем. А ты стремишься прочь, любовно приникая, Ты гонишь мой порыв, зовя себя моей. Тоскую по тебе, как глубина морская По легким парусам, кренящимся над ней. Снова поишь вином соловьиным Снова поишь вином соловьиным, Хлебом забвения кормишь нас - Ты - не последняя ли?- лавиной Бурностремящаяся весна! В неусыпимой тревоге этой Ненасытимая нежность есть - Словно не все еще песни спеты, Бред поцелуев выпит не весь. Жадно - как губы к губам прижаты, Звонко - как льется вода в кувшин, Тяжко - как в землю стучит лопата, Сладко - как птица поет в глуши,- В это кромешное поднебесье На неизбежный стремимся зов - Твой - не последняя ли?- от песни Изнемогающая любовь! |